# Менке, Теодор
Ге́нрих Теодо́р Ме́нке (нем. Heinrich Theodor Menke; 24 мая 1819, Бремен — 14 мая 1892, Гота) — немецкий учёный, картограф, один из наиболее известных исследователей исторической географии XIX века. 

## Биография

### Ранние годы
Родился 24 мая 1819 года в Бремене. Его отец был директором гимназии в том же городе, и своё образование Теодор начал в этом учебном заведении. Зате изучал филологию и теологию в Бонне — две отрасли знаний, которые в то время часто совмещались. На молодого Менке, как и на часть молодого поколения того времени, произвела впечатление появившаяся незадолго до этого книга «Жизнь Иисуса» Давида Штрауса, поэтому сферой его интересов и исследований стали связь греческой культуры с культурой Востока. В 1842 году он получил докторскую степень в Галле, защитив диссертациею о древней Лидии. Через некоторое время он нашёл работу преподавателя в средней школе в Бремене. В это время он близко сдружился с писателем Германом Аллмерсом и оказал на него сильное влияние. В частности, он пробудил в Аллмерсе живой интерес к географии, истории культуры и фольклору, что впоследствии подтолкнуло того написать Marschenbuch. Поскольку Менке находил мало удовлетворения в профессии учителя, а её перспективы были не очень благоприятными, он бросил её через пять лет и посвятил себя изучению права в Берлине и Гейдельберге. Сдав необходимые экзамены, он устроился адвокатом в Бремене, а затем в Вегесаке. В основном он выступал адвокатом мелких ремесленников и рабочих, которых защищал от насилия со стороны более богатых и высших классов. В результате он пользовался большой любовью и восхищением, но поскольку его не интересовала деловая сторона его профессии, она не смогла увлечь его надолго. Именно его богатые знания в области исторической географии принесли ему признание и славу.

### Картографическая деятельность
В 1851 году он вступил в контакт с Вильгельмом Пертесом, владельцем известного географического института Юстуса Пертеса в Готе, который побудил его к работе над атласом, призванным заменить устаревший Атлас древнего мира Штилера. Он был опубликован под названием Orbis antiqui descriptio и имел большой успех, так что каждый год печатались новые, постоянно перерабатываемые издания. В процессе этой работы Менке поддерживал постоянные контакты с институтом Пертеса, а поскольку начавшаяся потеря слуха стала сильно мешать ему в осуществлении его юридической деятельности, он, наконец, полностью отказался от неё и посвятил себя исключительно картографической работе. В 1858 году он затеял переработку «Атласа древности» Карла Шпрунера, которая должна была стать третьим изданием этого труда и была опубликована в июле 1862 года. Это новое издание настолько отличалось по своей обработке и оформлению от двух предыдущих изданий, что было практически новым атласом. Было добавлено тринадцать совершенно новых листов, а остальные были полностью переработаны, особенно за счёт добавления значительного количества новых вторичных карт. Работа над атласом, который теперь состоял из 31 карты, была завершена в августе 1865 года. По просьбе издательства Менке уже в сентябре 1864 года переехал в Готу и теперь представил план нового издания второго раздела атласа Шпрунера, охватывающего среднюю и новейшую историю. Он подвергся гораздо большей трансформации, даже совершенно новому производству, поэтому пришлось изменить название на Handatlas für die Geschichte des Mittelalalters und der neueren Zeit (с нем. — «Учебный атлас по истории средних веков и нового времени»). Второе издание содержало 73 карты со 119 вспомогательными картами, из которых 27 карт должны были быть переработаны и 46 пересмотрены; также предусматривалось значительное увеличение количества вспомогательных карт. Однако эти рамки вскоре оказались слишком узкими для массы материала, поэтому Менке начал свою работу с нуля, не стал продолжать работу с картами Шпрунера, а вернулся ко всему более раннему материалу. В дальнейшем в ходе исследований источников, занявших несколько лет, план работы расширился до 90 совершенно новых карт с 376 вторичными картами. Выпуск атласа был огромной задачей, и, как бы много работы ни было проделано, стало ясно, что обещание выпускать атлас каждые три месяца несостоятельно. Было несколько более длительных перерывов, и вместо 1876 года атлас был завершен только в декабре 1879 года. В течение целого десятилетия он поглощал много энергии чертёжников и гравёров, и приходилось преодолевать всевозможные трудности. Исторический атлас Шпрунера-Менке был единодушно охарактеризован критиками как имеющий огромное значение для исторической науки и как достойный памятник немецкой картографии. Бо́льшая часть атласа принадлежит исключительно Менке; только к концу работы пришлось прибегнуть к помощи ряда других учёных для завершения работы.

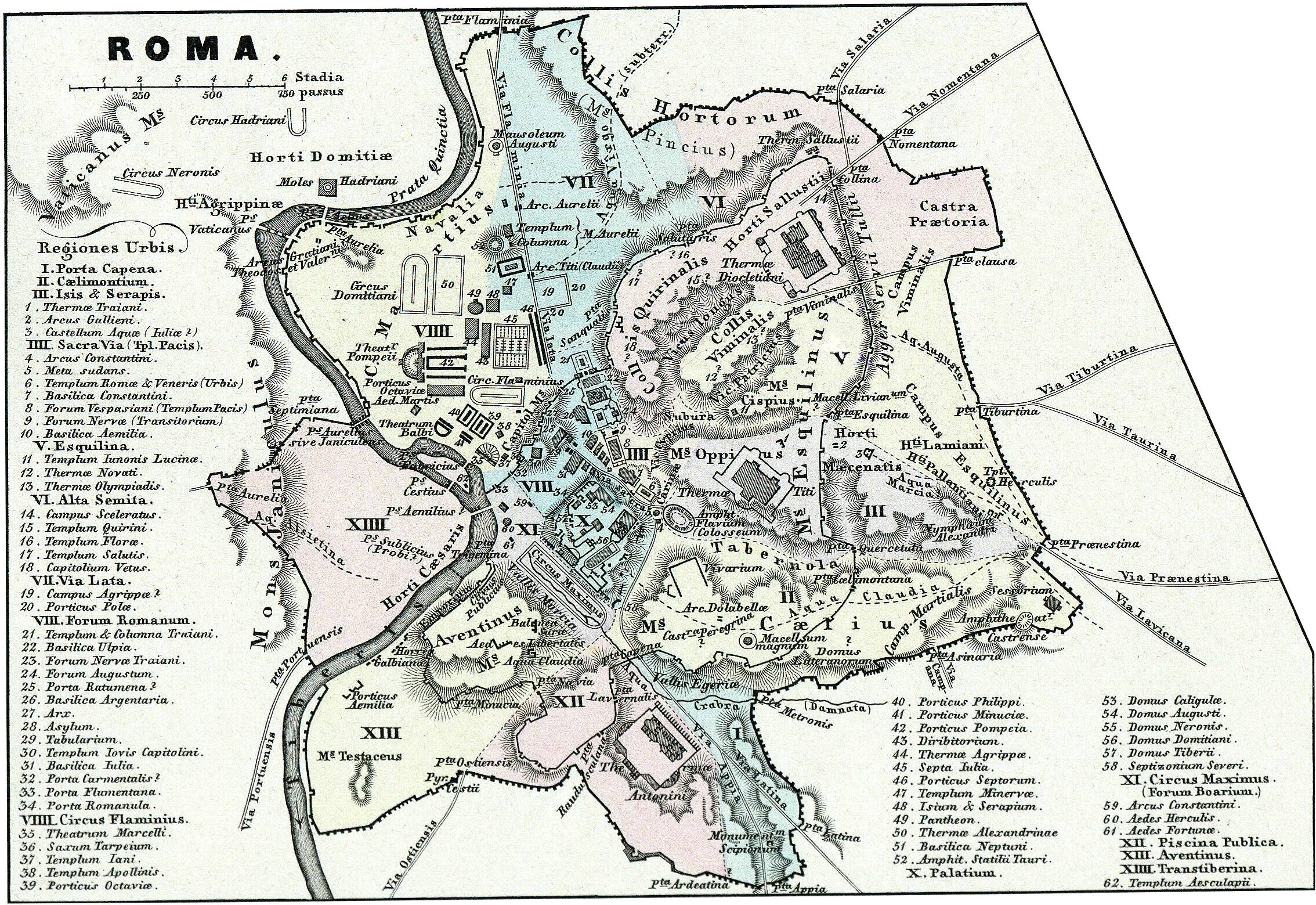
Карта Древнего Рима, выполненная Теодором Менке (1862)

Тем временем в 1866 году Менке также опубликовал «Библейский атлас» в 8 картах. В 1872 году ему было предложено место профессора географии в Инсбрукском университете, но ввиду его физического недомогания и работы над «Учебным атласом», он не принял его. С 1877 года он являлся членом-корреспондентом Баварской академии наук в Мюнхене, а также членом многочисленных исторических и географических ассоциаций и обществ. Фельдмаршал Мольтке и даже французский император Наполеон III писали ему, выражая свою признательность за его работу.
После завершения работы над большим атласом, он принял заказ Королевского прусского государственного архива на написание справочника по исторической географии Священной Римской империи. Из многочисленных архивов и библиотек он получил доступ к огромному количеству материалов и с большим усердием приступил к работе. Однако из-за опасной болезни, которую он заработал в результате многолетнего стояния за письменным столом и из-за которой в 1882 году пришлось ампутировать ногу, его работоспособность настолько снизилась, что работа осталась незавершённой. Первый том должен был быть готов к печати в 1893 году, и Менке усердно работал над остальными томами, но смерть прервала эту работу — Теодор Менке скончался в Готе 14 мая 1892 года. Оставленные им обширные рукописи и черновики карт перешли во владение Королевского государственного архива в Берлине.